# Воаканга африканская
Воаканга африканская (лат. Voacanga africana) — растение семейства Кутровые, вид рода Воаканга; произрастает в тропической Африке.

## Биологическое описание
Это — небольшое дерево высотой до 6 м. Листья могут достигать 30 см в длину. Цветки жёлтые или белые. Плод — костянка с жёлтым семенем.

## Использование
Кора и семена растения используются в Западной Африке как психоактивное средство при совершении религиозных ритуалов и в качестве афродизиака. Эти эффекты достигаются благодаря присутствию в растении сложной смеси индольных алкалоидов, таких как воакангин, вокамин, вобтусин, аматаин, акуаммидин, таберсонин и коронаридин. Особый фармацевтический интерес имеет воакангин, используемый для полусинтеза ибогаина — вещества, применяемого в некоторых странах для лечения алкогольной и опиоидной зависимостей.